# Arturo Soto Rangel
Pour les articles homonymes, voir Rangel.
Arturo Soto Rangel (né le 12 mars 1882 à León, Guanajuato - décédé le 25 mai 1965 à Mexico) était un acteur de cinéma mexicain entre les années 1940 et 1960.

## Biographie
Arturo Soto Rangel a tourné dans plus de 250 films, pour des réalisateurs comme, entre autres, Emilio Fernández, Ismael Rodríguez, John Huston, Don Siegel ou encore Henry Hathaway.

## Filmographie partielle
- 1938 : Los Millones de Chaflán de Rolando Aguilar
- 1940 : Los Olvidados de Dios de Ramón Pereda
- 1940 : Amor de mis amores de René Cardona
- 1941 : ¡Ay Jalisco, no te rajes! de Joselito Rodríguez
- 1942 : Jesús de Nazareth de José Díaz Morales
- 1942 : Seda, sangre y sol de Fernando A. Rivero
- 1942 : Simón Bolívar de Miguel Contreras Torres
- 1942 : La Isla de la pasión d'Emilio Fernández
- 1942 : La Vírgen morena de Gabriel Soria
- 1943 : ¡Qué lindo es Michoacán! d'Ismael Rodríguez
- 1943 : Los Miserables de Fernando A. Rivero
- 1943 : Mexicanos al grito de guerra d'Álvaro Gálvez y Fuentes et Ismael Rodríguez
- 1944 : María Candelaria d'Emilio Fernández
- 1944 : La Pequeña madrecita de Joselito Rodríguez
- 1946 : Las Abandonadas d'Emilio Fernández
- 1945 : Bugambilia d'Emilio Fernández
- 1946 : María Magdalena de Miguel Contreras Torres
- 1946 : Los Buitres sobre el tejado de Alberto Gout
- 1946 : El puente del castigo de Miguel M. Delgado
- 1946 : Enamorada d'Emilio Fernández
- 1948 : Le Trésor de la Sierra Madre de John Huston
- 1949 : Pueblerina d'Emilio Fernández
- 1949 : Ça commence à Vera Cruz (The Big Steal) de Don Siegel
- 1949 : Maclovia d'Emilio Fernández
- 1951 : Víctimas del pecado d'Emilio Fernández
- 1951 : Amor a la vida de Miguel Contreras Torres
- 1952 : Dos caras tiene el destino d'Agustín P. Delgado
- 1952 : Cuando levanta la niebla d'Emilio Fernández
- 1953 : Les Orgueilleux d'Yves Allégret
- 1954 : Cain y Abel de René Cardona
- 1954 : Le Jardin du diable de Henry Hathaway
- 1955 : La Rosa blanca d'Emilio Fernández
- 1956 : Vivir a todo dar de Gilberto Martínez Solares
- 1960 : Los Tigres del ring de Chano Urueta
- 1960 : Las Cuatro milpas de Ramón Pereda
- 1961 : El Tiro de gracia de Rolando Aguilar
- 1961 : El Jinete negro de Rogelio A. González
- 1962 : Atrás de las nubes de Gilberto Gazcón
- 1963 : Voy de gallo de Ramón Pereda

## Récompenses et distinctions

### Récompenses
- 1949 : Ariel d'Argent du Meilleur Acteur dans un petit rôle pour Maclovia

### Nominations
- 1946 : nommé pour l'Ariel d'Argent du Meilleur Acteur dans un petit rôle pour Las Abandonadas